# Bo Larsson
Bo-Göran Larsson (Malmö, 5 mei 1944 – aldaar, 18 december 2023) was een Zweeds voetballer die speelde als aanvaller. Gedurende zijn carrière speelde hij voornamelijk in eigen land en voor de Zweedse ploeg.

## Carrière

### Club
Het grootste deel van zijn clubcarrière speelde Larson voor Malmö FF, waarmee hij verschillende keren landskampioen werd. Tussen 1966 en 1969 was hij een gewaardeerde speler van VfB Stuttgart waarvoor 21 keer scoorde in 88 wedstrijden. Als de beste speler in het team en geliefd bij de supporters werd hij in 1969 ook door de stad Stuttgart uitgeroepen tot "Atleet van het Jaar". Volgens velen had hij een veel te korte carrière als professionele speler, maar zijn vrouw Anita kon zich nooit aanpassen aan het leven in Duitsland waardoor hij na drie seizoenen terug keerde naar Malmö.
Hij werd beloond met Guldbollen (de gouden bal in Zweden) in 1965 en 1973, en was de eerste die tweemaal werd beloond. In Malmö FF en onder zijn aanhangers heeft Bosse een iconische status en wordt het beschouwd als de grootste speler van de club ooit.

### Internationaal
Bo Larsson was een van de nationale spelers in de jaren zeventig. In totaal behaalde hij 70 caps, scoorde 17 keer, en speelde hij op het WK 1970, WK 1974 en WK 1978. De Zweedse bondscoach Georg Ericson zei altijd; "Als je de Zweedse nationale ploeg kiest, begin je met het kiezen van Bo Larsson, dan begin je na te denken over welke andere spelers je moet kiezen". Naast Nils Liedholm wordt Bo Larsson beschouwd als de meest complete speler van Zweden ooit, in staat om op vrijwel elke positie op het veld te spelen.

## Privé
Na zijn profcarriere leefde hij een rustig leven in Malmö. In september 2007 werd een boek getiteld "Bosse Larsson" uitgebracht. Het boek, geschreven door Jonny Ambrius samen met Bosse (die uiteindelijk na vele jaren had besloten deel te nemen aan een boek dat wordt gemaakt), is gevuld met verhalen uit het hele leven van Bosse, maar met het zwaartepunt op zijn voetbaljaren. Kort na de publicatie van het boek gaf hij ook toestemming voor een mogelijk standbeeld ter ere van hem en geplaatst buiten het nieuwe stadion van Malmö FF.
Larsson overleed in december 2023 op 79-jarige leeftijd.

## Erelijst
- Guldbollen: 1965 en 1973 (Eerste speler die de prijs 2 keer won.)
- Topscorer Allsvenskan: 1963 (17 goals), 1965 (28 goals) en 1970 (16 goals)
- Allsvenskan: 1965, 1970, 1971, 1974, 1975, 1977
- Svenska Cupen: 1973, 1974, 1975, 1978
- Beste speler in de Bündesliga: 1968–69
- Atleet van het jaar in de stad Stuttgart: 1969
- Lid van de Zweedse "Hall of Fame"